# Kunihiro Kawamoto
Kunihiro Kawamoto (河本邦弘 Kawamoto Kunihiro?) es un seiyū masculino. Nació el 1 de septiembre de 1975. Forma parte de 81 Produce, y es la única voz del Regis que no es parte de Ken Production.

## Doblajes

### Anime
- .hack//Legend of the Twilight Bracelet (Fighting Bones)
- 009-1 (varios papeles secundarios)
- Baccano! (Nick)
- Coluboccoro (Manpuku)
- Claymore (Yoma en la Gran Capilla)
- Gakuen Alice (Rsubalterno de Reo)
- Ginban Kaleidoscope (Ueda)
- Ginga Densetsu Weed (Shirozaku y Stone)
- Gintama (doctor)
- Glass Mask (Presidente Oozawa)
- Guyver: The Bioboosted Armor (Dr. Shirai, Myumelzee y Thancrus)
- Hayate the Combat Butler (anunciante)
- Idaten Jump (Tasuku)
- Innocent Venus (soldado)
- Jigoku Shōjo (Padre de Ai, Ebisu-sensei y Pierrot)
- Jigoku Shōjo Futakomori (vicepresidente)
- Joker Game (Otto Frank, ep 11)
- Kamichu! (locutor)
- Koi Kaze (profesor)
- MÄR (Bols)
- Maria-sama ga Miteru (director)
- Mirmo Zibang! (profesor del hospicio)
- Mukuro Naru Hoshi Tama Taru Ko (oficial de policía y voz en la radio)
- Naruto (Komaza , Omoi y Sumisu Tsurugi)
- Night Head Genesis (doctor y máster)
- PaRappa the Rapper (hombre de mediana edad)
- Princess Tutu (Padre de Rue)
- Rozen Maiden (repartidor)
- Shining Tears X Wind (Kouryuu)
- Tokimeki Memorial Only Love (vicedirector)
- Tsubasa: RESERVoir CHRoNiCLE (Oyaji-san)
- Wan Wan Serebu Soreyuke! Tetsunoshin (Doushin Onizuka y Sasuke)

### Tokusatsu
- K-tai Investigator 7 (Phone Braver 7)

### Películas
- Hokuto no Ken: Shin Kyūseishu Densetsu series (young Raoh)
- Pokémon: Lucario y el misterio de Mew (Regice)

### Videojuegos
- Atelier Iris: Eternal Mana 2 (Maximillian)
- Atelier Iris: Grand Fantasm (Crowley)
- Hokuto no Ken: Shinpan no Sōsōsei Kengō Retsuden (Kenshiro)

### Doblajes en dibujos animados
- Atomic Betty
- Teenage Mutant Ninja Turtles (Zed)
- Pucca (Abyo)
- Teen Titans (Gnaark y Brain)